# Eleição municipal de Pouso Alegre em 2016
A eleição municipal de Pouso Alegre em 2016 foi realizada para eleger um prefeito, um vice-prefeito e 15 vereadores no município de Pouso Alegre, no estado brasileiro de Minas Gerais. Foram eleitos Rafael Tadeu Simões (PSDB) e Paulo Valdir Ferreira (PR), para os cargos de prefeito(a) e vice-prefeito(a), respectivamente. 
Seguindo a Constituição, os candidatos são eleitos para um mandato de quatro anos a se iniciar em 1º de janeiro de 2017. A decisão para os cargos da administração municipal, segundo o Tribunal Superior Eleitoral, contou com 100 087 eleitores aptos e 18 752 abstenções, de forma que 18.74% do eleitorado não compareceu às urnas naquele turno. 

## Resultados

### Eleição municipal de Pouso Alegre em 2016 para prefeito
A eleição para prefeito contou com 5 candidatos em 2016: Ricardo Silveira Puccini do PV, Rafael Tadeu Simões do PSDB, Wilson Vicente Pereira do PC do B, Alexandre Magno de Moura do PMDB, Maria Virgilia Pascoal Rosa do PSB que obtiveram, respectivamente, 6 798, 49 922, 805, 7 663, 6 514 votos. O Tribunal Superior Eleitoral também contabilizou 18.74% de abstenções nesse turno.
| Candidato(a)                      | Vice                                   | Coligação                                     | Votos recebidos | Percentual |
| --------------------------------- | -------------------------------------- | --------------------------------------------- | --------------- | ---------- |
| Rafael Tadeu Simões (PSDB)        | Paulo Valdir Ferreira (PR)             | Em Defesa de Pouso Alegre                     | 49922           | 69.62%     |
| Alexandre Magno de Moura (PMDB)   | Frederico Coutinho de Souza Dias (PSD) | Unidos para Renovar                           | 7663            | 10.69%     |
| Ricardo Silveira Puccini (PV)     | Osmir Jose Oliveira (PRB)              | Amor, Trabalho e Fé                           | 6798            | 9.48%      |
| Maria Virgilia Pascoal Rosa (PSB) | Jose Walter da Mota Matos (PSB)        | Partido Socialista Brasileiro (sem coligação) | 6514            | 9.08%      |
| Wilson Vicente Pereira (PCdoB)    | Braz Vieira da Costa (PT)              | Frente Popular                                | 805             | 1.12%      |

### Eleição municipal de Pouso Alegre em 2016 para vereador
Na decisão para o cargo de vereador na eleição municipal de 2016, foram eleitos 15 vereadores com um total de 72 066 votos válidos. O Tribunal Superior Eleitoral contabilizou 3 965 votos em branco e 5 304 votos nulos. De um total de 100 087 eleitores aptos, 18 752 (18.74%) não compareceram às urnas.
| Nome                               | Partido político                                   | Coligação                                           | Votos recebidos | Percentual |
| ---------------------------------- | -------------------------------------------------- | --------------------------------------------------- | --------------- | ---------- |
| Adelson dos Reis Matias            | Partido da República (PR)                          | Partido da República (sem coligação)                | 2148            | 2.98%      |
| Leandro de Morais Pereira          | Partido Popular Socialista (PPS)                   | Sou Mais Pouso Alegre                               | 1809            | 2.51%      |
| Bruno Dias Ferreira                | Partido da República (PR)                          | Partido da República (sem coligação)                | 1592            | 2.21%      |
| Edson Donizeti Ramos de Oliveira   | Partido da Social Democracia Brasileira (PSDB)     | Somos Todos Pouso Alegre                            | 1564            | 2.17%      |
| Adriano César Pereira Braga        | Partido da República (PR)                          | Partido da República (sem coligação)                | 1557            | 2.16%      |
| Luiz Antonio dos Santos            | Partido Republicano da Ordem Social (PROS)         | Partido Republicano da Ordem Social (sem coligação) | 1064            | 1.48%      |
| Mariléia de Cássia Alves Franco    | Partido da Social Democracia Brasileira (PSDB)     | Somos Todos Pouso Alegre                            | 1029            | 1.43%      |
| Oliveira Altair Amaral             | Partido do Movimento Democrático Brasileiro (PMDB) | Unidos Para Renovar                                 | 995             | 1.38%      |
| Rodrigo Otávio de Oliveira Modesto | Partido Trabalhista Brasileiro (PTB)               | Em Defesa de Pouso Alegre                           | 993             | 1.38%      |
| Benedito Silvestre Pereira         | Partido da Social Democracia Brasileira (PSDB)     | Somos Todos Pouso Alegre                            | 970             | 1.35%      |
| Wilson Tadeu Lopes                 | Partido Verde (PV)                                 | Partido Verde (sem coligação)                       | 965             | 1.34%      |
| Odair Pereira de Souza             | Partido Popular Socialista (PPS)                   | Sou Mais Pouso Alegre                               | 910             | 1.26%      |
| Rafael Abolafio Lopes              | Partido Verde (PV)                                 | Partido Verde (sem coligação)                       | 829             | 1.15%      |
| Andre Prado dos Santos             | Partido Verde (PV)                                 | Partido Verde (sem coligação)                       | 822             | 1.14%      |
| Arlindo César da Motta E Silva     | Partido da Social Democracia Brasileira (PSDB)     | Somos Todos Pouso Alegre                            | 767             | 1.06%      |

## Disputa no PSDB
A eleição de 2016 em Pouso Alegre também ficou marcada por uma disputa interna no PSDB, que poderia ter invalidado a eleição. O diretório municipal do partido indicou Francisco Rafael Gonçalves e a vereadora e ex-primeira-dama do município Lílian Narbot Siqueira para a candidatura aos cargos de prefeito e vice-prefeita. Já a executiva estadual, com apoio da nacional, realizou convenção em que nomeou Rafael Tadeu Simões para a disputa ao cargo de prefeito, tendo como companheiro de chapa o vereador filiado ao PR Paulo Valdir Ferreira.
Ambas as chapas foram registradas e uma disputa judicial, que durou todo o processo eleitoral, foi iniciada. Francisco chegou a participar de debates, no entanto, em 26 de setembro, o nome de Simões foi oficializado para constar na urna. Após a eleição, realizada em 2 de outubro, o diretório municipal desistiu da ação contra a candidatura do prefeito eleito.